# Acacia subtessarogona
Acacia subtessarogona — вид квіткових рослин з родини бобових. Ареал: Австралія (Західна Австралія).

## Середовище
Його часто можна знайти в низинах, вздовж ліній струмків або на кам'янистому ґрунті, де він росте на червоних суглинних ґрунтах, і зазвичай асоціюється з Acacia sclerosperma та Acacia tetragonophylla, а іноді й з Acacia ancistrocarpa.

## Біоморфологічна характеристика
Acacia subtessarogona росте як вертикальне дерево заввишки до 8 метрів і має ребристі гілочки, густо запушені між кожним з ребер. Філодії плоскі, вигнуті, мають довжину приблизно від 7 до 13 см і ширину від 4 до 9 мм, а також поздовжні смугастості. У період з липня по жовтень утворює прості суцвіття, які розташовуються групами по одне-п'ять штук у пазухах листків на квітконіжках довжиною від 4 до 8 мм. Квіткові головки мають коротку циліндричну форму в довжину від 6 до 12 мм, щільно вкриті жовтими квітками. Стручки, що утворюються після цвітіння, мають довжину від 6 до 12 см з характерною борозенкою вздовж кожного краю. Насіння має довжину від 5 до 6,5 мм.